# Seifallah Hosni
Seifallah Hosni, né le 11 octobre 1985 à Bizerte, est un footballeur international tunisien. Il évolue entre 2006 et 2021 au poste de défenseur.

## Palmarès
- Championnat de Tunisie (1) :
  - Vainqueur : 2012
- Coupe de Tunisie (0) :
  - Finaliste : 2007